# الخطوط الجوية الجيبوتية
الخطوط الجوية الجيبوتية كانت شركة الطيران الوطنية في جيبوتي، وكان مقرها الرئيسي في العاصمة جيبوتي وكانت تتخذ من مطار جيبوتي أمبولي الدولي مركزاً لعملياتها، تأسست الخطوط الجوية الجيبوتية في 1 فبراير 1996، وقد كانت تقدم الشركة خدماتها إلى خمسة وجهات في شرق أفريقيا وشبه الجزيرة العربية. وقد بلغ عدد موظفي الشركة في مارس 2007 حوالي 46 موظفاً.

## الوجهات

### شرق أفريقيا
- جيبوتي
  - مدينة جيبوتي (مطار جيبوتي أمبولي الدولي) [مركز العمليات].
- إثيوبيا
  - أديس أبابا (مطار بولي الدولي).
  - ديرة داوا (مطار ديرة داوا الدولي).
- الصومال
  - بوساسو (مطار بوساسو).
  - هرجيسا (مطار هرجيسا).

### شبه الجزيرة العربية
- اليمن
  - عدن (مطار عدن الدولي).
- الإمارات العربية المتحدة
  - الشارقة (مطار الشارقة الدولي).
  - دبي (مطار دبي الدولي).

## الأسطول
كان أسطول الشركة في يونيو 2009 يتكون من:
- أنتونوف أن-12.
- أنتونوف أن-24.
- إليوشن إي أل-18.
- إليوشن إي أل-76.